# 循環型社会
循環型社会（じゅんかんがたしゃかい）とは、有限である資源を効率的に利用するとともに、循環的な利用（リサイクルなど）を行って、持続可能な形で循環させながら利用していく社会のこと。英語の「サーキュラーエコノミー（循環経済）」が類似の概念として国際的に2015年以降使われるようになってきたが、循環型社会との違いについては諸説存在している。

## 法的な定義
循環型社会形成推進基本法第2条では、「循環型社会とは、製品等が廃棄物となることが抑制され、並びに製品等が循環資源となった場合においてはこれについて適正に循環的な利用が行われることが促進され、及び循環的な利用が行われない循環資源については適正な処分が確保され、もって天然資源の消費を抑制し、環境への負荷ができる限り低減される社会をいう」と定義している。

## 基本的な概念
「循環」とは、物事が一ヶ所に留まらずに巡る状態や、姿を変えながらも本質は存在し続けるという考え方を示しているが、特に「循環型社会」という場合は、主に経済活動の途中における資源やエネルギーの損失がないことを理想状態として、「消費→ゴミの生成／汚染物質の排出」という流れで一連の経済活動が終わる状態から、「資源の利用→結果として次の活用資源を生成」となるような、社会システムを構築することを指す。つまり、この場合の「循環型」とは主に天然資源について、「人間が有効に活用出来る状態を保ちつつ状態を遷移させうる、連続的な資源利用システムを成立させること」を意味する。
たとえば、アルミニウムの製錬には原料となる鉱物資源（ボーキサイト）と共に大きなエネルギーを必要とする。一旦アルミニウムとして製錬した資源（飲料缶など）については、次の原料素材として再利用（循環利用）することで、精錬や新たなボーキサイトの採掘にかかるエネルギーを節約することができ、さらなるエネルギーを費やして焼却したり埋め立て資材として廃棄してしまうよりも総合的な環境負荷をはるかに小さくできる。
その一方で、「循環型社会」という表現には、上記よりも幅広い意味が与えられている場合がある。橋本らは、1990年から2003年までの検討会などの文書をもとに、循環という言葉には、経済社会における物質循環や自然の循環のほか、環境と経済の好循環、関係性や命の循環などの意味が込められている場合があるとしている。そのため、循環型社会について議論するときは、その「循環」の意味するところなどを明確にする必要があると指摘している。
当然の事ながら、リサイクル素材の再利用にはエネルギーが必要である。原料からの製錬作業と原産地から消費地までの運搬に費やすエネルギーとを比較したうえで、リサイクルがより環境に負荷を与える場合があり、物質の循環が必ずしも環境面で良いことではないこともある。それが、どのレベルまで実現可能かはさておき、社会に必要な様々な天然資源において、こうした循環を可能にし、再利用の度合いをより高めていこうとする考え方が「循環型社会」という概念である。
つまるところ、循環型社会とは資源の枯渇による破局を回避し、永続性の有る社会を実現するための概念の一つであり、省資源／省エネルギー、3R活動（リデュース／リユース／リサイクル）などの個々の取り組みを促す、人間活動におけるこれからの方向性を示す考え方（ビジョン）といえる。なお、この概念は目指すべき社会への方向性を表したものであり、完全なる循環型社会は自然法則である熱力学第二法則に則り不可能である。

## 生態系の視点から
生態系の考えに立てば、物質は元来から循環しているものである。これまでの人間社会では、この点について配慮されたことがなかった。不要物は一方通行的に廃棄され、廃棄物・排出物は自然の循環システム（自然の浄化作用）に任されていた。人間の活動量がさほど大きくない間はよかったが、現在ではそれが大きく環境を圧迫するようになった。これを、改めて人間の視野に収め、物質循環を助けることを考えようというのが循環型社会であるともいえる。